# National Character Area
Une National Character Area (NCA) (littéralement en français Zone de caractère national), est une subdivision naturelle de l'Angleterre basée sur une combinaison de paysages, de biodiversité, de géodiversité et d'activité économique. 
Il existe 159 National Character Area et elles suivent des frontières naturelles plutôt qu'administratives. Elles sont définies par Natural England.

## Profils
Dans le cadre de ses responsabilités en matière de mise en œuvre du Livre blanc sur l'environnement naturel ou Natural Environment White Paper, de Biodiversité 2020 et de la Convention européenne du paysage, Natural England révise ses profils de zones de caractère national afin de rendre les données et informations environnementales facilement accessibles à un public plus large. Les profils révisés des 159 National Character Area ont été publiés en septembre 2014. Les nouvelles zones sont publiées dans le cadre d'un programme continu et peuvent être consultées sur le site Web de Natural England.
Les National Character Area sont des zones qui partagent des caractéristiques paysagères similaires et qui suivent des lignes naturelles dans le paysage plutôt que des limites administratives, ce qui en fait un bon cadre de prise de décision pour l'environnement naturel. Les profils de zones sont des documents d'orientation qui peuvent aider les communautés à éclairer leur prise de décision sur les lieux dans lesquels elles vivent et dont elles prennent soin. Les informations qu'ils contiennent appuient la planification d'initiatives de conservation à l'échelle du paysage, éclairent la mise en place de zones d'amélioration de la nature et encouragent un partenariat plus large par le biais de partenariats naturels locaux. Les profils aident également à éclairer les choix sur la façon dont les terres sont gérées et peuvent changer.
Chaque profil comprend une description des caractéristiques naturelles et culturelles qui façonnent les paysages, la manière dont le paysage a changé au fil du temps, les principaux facteurs actuels de changement en cours et une analyse générale des caractéristiques et des services écosystémiques de chaque zone. Des énoncés d'opportunités environnementales (EOE) sont suggérés, qui s'appuient sur ces informations intégrées. Les EOE offrent des orientations sur les questions critiques, qui pourraient contribuer à une croissance durable et à un avenir environnemental plus sûr.
Les profils NCA sont des documents de travail qui s'appuient sur des données et des connaissances actuelles. Natural England a pour objectif de les actualiser et de les mettre à jour périodiquement à mesure que de nouvelles informations sont disponibles.

## NCA par région
Natural England répertorie les zones de caractère naturel par région. Certaines d'entre elles chevauchant les limites régionales, elles peuvent être représentées dans plusieurs régions.

### Nord-Est
1. North Northumberland Coastal Plain

2. Northumberland Sandstone Hills

3. Cheviot Fringe

4. Cheviots

5. Border Moors & Forests

10. North Pennines

11. Tyne Gap & Hadrian's wall

12. Mid Northumberland

13. South East Northumberland Coastal Plain

14. Tyne & Wear Lowlands

15. Durham Magnesian Limestone Plateau

16. Durham Coalfield Pennine Fringe

22. Pennine Dales Fringe

23. Tees Lowlands

25. North York Moors and Cleveland Hills

### Nord-Ouest
5. Border Moors & Forests

6. Solway Basin

7. West Cumbria Coastal Plain

8. Cumbria High Fells

9. Eden Valley

10. North Pennines

11. Tyne Gap & Hadrian's wall

17. Orton Fells

18. Howgill Fells

19. South Cumbria Low Fells

20. Morecambe Bay Limestones

21. Yorkshire Dales

31. Morecambe Coast & Lune Estuary

32. Lancashire & Amounderness Plain

33. Bowland Fringe & Pendle Hill

34. Bowland Fells

35. Lancashire Valleys

36. Southern Pennines

51. Dark Peak

53. South West Peak

54. Manchester Pennine Fringe

55. Manchester Conurbation

56. Lancashire Coal Measures

57. Sefton Coast

58. Merseyside Conurbation

59. Wirral

60. Mersey Valley

61. Shropshire, Cheshire & Staffordshire Plain

62. Cheshire Sandstone Ridge

### Yorkshire et Humber
10. North Pennines

21. Yorkshire Dales

22. Pennine Dales Fringe

23. Tees Lowlands

24. Vale of Mowbray

25. North Yorkshire Moors & Cleveland Hills

26. Vale of Pickering

27. Yorkshire Wolds

28. Vale of York

29. Howardian Hills

30. Southern Magnesian Limestone

33. Bowland Fringe & Pendle Hill

34. Bowland Fells

35. Lancashire Valleys

36. Southern Pennines

37. Yorkshire Southern Pennine Fringe

38. Nottinghamshire, Derbyshire & Yorkshire Coalfield

39. Humberhead Levels

40. Holderness

41. Humber Estuary

42. Lincolnshire Coast & Marshes

43. Lincolnshire Wolds

44. Central Lincolnshire Vale

45. Northern Lincolnshire Edge with Coversands

50. Derbyshire Peak Fringe & Lower Derwent

51. Dark Peak

### Midlands de l'Est
30. Southern Magnesian Limestone

37. Yorkshire Southern Pennine Fringe

38. Nottinghamshire, Derbyshire & Yorkshire Coalfield

39. Humberhead Levels

42. Lincolnshire Coast & Marshes

43. Lincolnshire Wolds

44. Central Lincolnshire Vale

45. Northern Lincolnshire Edge with Coversands

46. The Fens

47. South Lincolnshire Edge

48. Trent & Belvoir Vales

49. Sherwood

50. Derbyshire Peak Fringe & Lower Derwent

51. Dark Peak

52. White Peak

53. South West Peak

54. Manchester Pennine Fringe

64. Potteries & Churnet Valley

68. Needwood & South Derbyshire Claylands

69. Trent Valley Washlands

70. Melbourne Parklands

71. Leicestershire & South Derbyshire Coalfield

72. Mease/Sence Lowlands

73. Charnwood

74. Leicestershire & Nottinghamshire Wolds

75. Kesteven Uplands

88. Bedfordshire & Cambridgeshire Claylands

89. Northamptonshire Vales

91. Yardley-Whittlewood Ridge

92. Rockingham Forest

93. High Leicestershire

94. Leicestershire Vales

95. Northamptonshire Uplands

96. Dunsmore & Feldon

107. Cotswolds

### Midlands de l'Ouest
52. White Peak

53. South West Peak

61. Shropshire & Staffordshire Plain

63. Oswestry Uplands

64. Potteries & Churnet Valley

65. Shropshire Hills

66. Mid Severn Sandstone Plateau

67. Cannock Chase & Cank Wood

68. Needwood & South Derbyshire Claylands

69. Trent Valley Washlands

70. Melbourne Parklands

72. Mease/Sence Lowlands

94. Leicestershire Vales

95. Northamptonshire Uplands

96. Dunsmore & Feldon

97. Arden

98. Clun & North West Herefordshire Hills

99. Black Mountains & Golden Valley

100. Herefordshire Lowlands

101. Herefordshire Plateau

102. Teme Valley

103. Malvern Hills

104. South Herefordshire & Over Severn

105. Forêt de Dean & Lower Wye

106. Severn & Avon Vales

107. Cotswolds

### Est de l'Angleterre
46. The Fens

76. North West Norfolk

77. North Norfolk Coast

78. Central North Norfolk

79. North East Norfolk & Flegg

80. The Broads

81. Greater Thames Estuary

82. Suffolk Coast & Heaths

83. South Norfolk & High Suffolk Claylands

84. Mid Norfolk

85. The Brecks

86. South Suffolk & North Essex Clayland

87. East Anglian Chalk

88. Bedfordshire Claylands

89. Northamptonshire Vales

90. Bedfordshire Greensand Ridge

91. Yardley-Whittlewood Ridge

92. Rockingham Forest

110. Chilterns

111. Northern Thames Basin

115. Thames Valley

### Sud-Est et Londres
81. Greater Thames Estuary

88. Bedfordshire Claylands

90. Bedfordshire Greensand Ridge

91. Yardley-Whittlewood Ridge

95. Northamptonshire Uplands

107. Cotswolds

108. Upper Thames Clay Vales

109. Midvale Ridge

110. Chilterns

111. Northern Thames Basin

112. Inner London

113. North Kent Plain

114. Thames Basin Lowlands

115. Thames Valley

116. Berkshire and Marlborough Downs

119. North Downs

120. Wealden Greensand

121. Low Weald

122. High Weald

123. Romney Marshes

124. Pevensey Levels

125. South Downs

126. South Coast Plain

127. Île de Wight

128. South Hampshire Lowlands

129. Thames Basin Heaths

130. Hampshire Downs

131. New Forest

132. Salisbury Plain & West Wiltshire Downs

134. Dorset Downs and Cranborne Chase

135. Dorset Heaths

### Sud-Ouest
100. Herefordshire Lowlands

103. Malvern Hills

104. South Herefordshire and Over Severn

105. Forêt de Dean et Lower Wye

106. Severn and Avon Vales

107. Cotswolds

108. Upper Thames Clay Vales

109. Midvale Ridge

116. Berkshire and Marlborough Downs

117. Avon Vales

118. Bristol, Avon Valleys and Ridges

129. Thames Basin Heaths

130. Hampshire Downs

131. New Forest

132. Salisbury Plain et West Wiltshire Downs

133. Blackmoor Vale and Vale of Wardour

134. Dorset Downs and Cranborne Chase

135. Dorset Heaths

136. South Purbeck

137. Isle of Portland

138. Weymouth Lowlands

139. Marshwood and Powerstock Vales

140. Yeovil Scarplands

141. Mendip Hills

142. Somerset Levels and Moors

143. Mid Somerset Hills

144. Quantock Hills

145. Exmoor

146. Vale of Taunton and Quantock Fringes

147. Blackdowns

148. Devon Redlands

149. The Culm

150. Dartmoor

151. South Devon

152. Cornish Killas

153. Bodmin Moor

154. Hensbarrow

155. Carnmenellis

156. West Penwith

157. The Lizard

158. Isles of Scilly

159. Lundy